# Luke McAlister
Charles Luke McAlister (nascido em 28 de agosto de 1983, em Waitara) é um jogador de râguebi união da Nova Zelândia. Ele joga na posição de centro. Luke é o irmão da também jogadora de râguebi Kayla McAlister e filho de Charlie McAlister.

## Carreira
McAlister nasceu em Waitara, Nova Zelândia, e estudou na Westlake Boys High School, onde se iniciou no râguebi. Ele atucou pelo Silverdale, na competição North Harbour Premier antes de fazer a sua estreia provincial em 2002, e estreiou no Super Rugby, pelos Blues em 2004. Sua estreia internacional para a Nova Zelândia aconteceu com 21 anos de idade, em uma partida contra o British and Irish Lions, em 2005.
Em junho de 2006, seu pai, Charlie, renunciou ao seu cargo de treinador principal da Manawatu equipe que disputava a Copa da Nova Zelândia. Charlie McAlister é um ex-râguebi liga e Lucas McAlister viveu na área de Manchester dos quatro aos treze anos enquanto seu pai jogava para o Oldham, Castleford e o Águias de Sheffield, durante esse tempo, Lucas era um membro do Manchester United Academia.

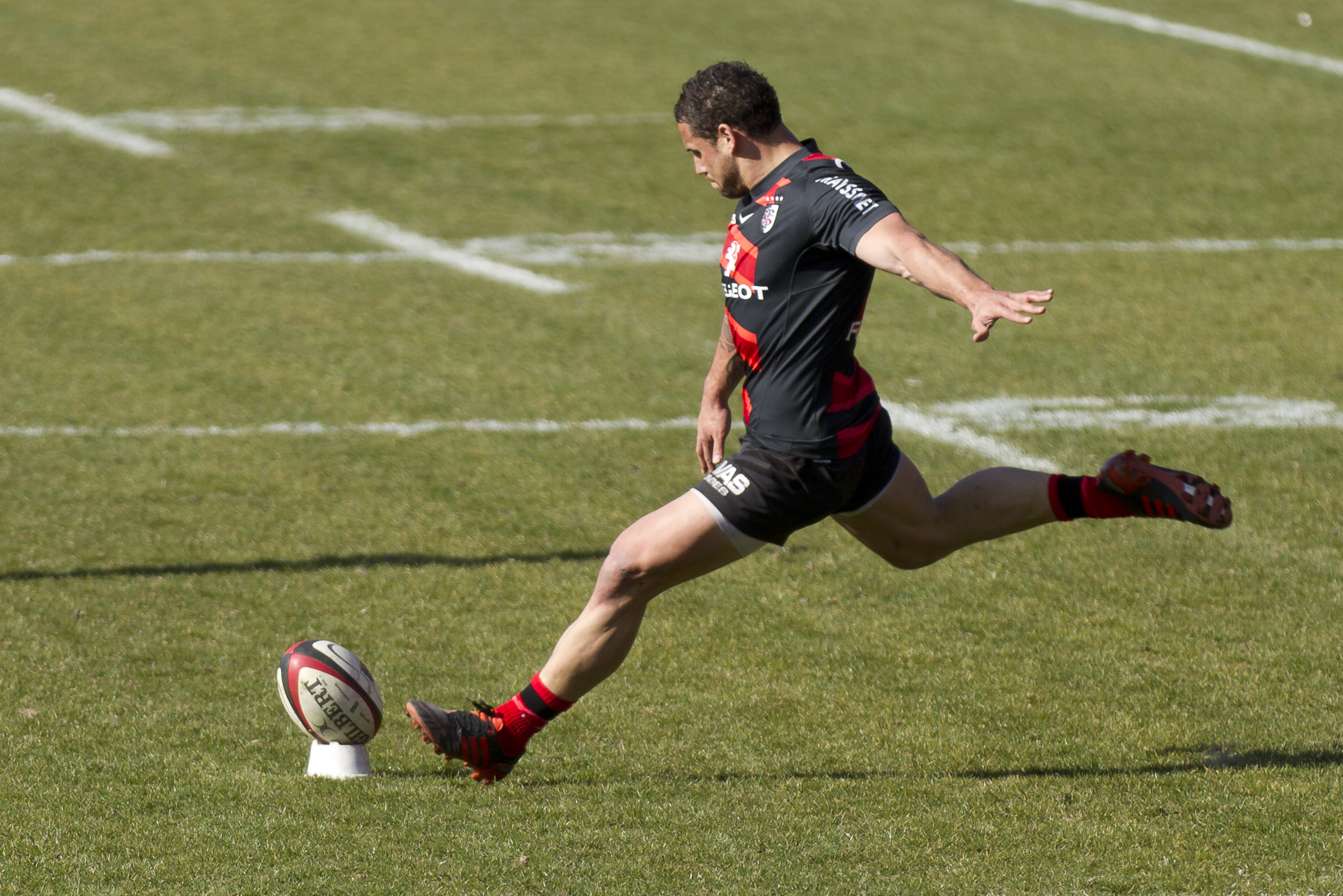
McAlister chutando uma conversão para o Toulouse contra Castres em 10 de Março de 2012.

Após o anúncio de sua inclusão no time dos All-blacks para a Copa do Mundo de Rugby de 2007, foi anunciado em 23 de julho de 2007, que McAlister iria se juntar a Guinness Premiership ao lado dos Sale Sharks após a Copa do Mundo em um contrato de dois anos. Também foi relatado que ele havia recusado ofertas tanto do Munster quanto do Toulouse para se juntar ao Sharks.
McAlister jogou em quatro das cinco partidas dos All Blacks' na Copa do Mundo de Rugby de 2007, incluindo a vitória por 20-18 nas quartas-de-final ante a França. Durante o curso do torneio, McAlister acumulou um total de 17 pontos.
Em 2009, depois de duas temporadas com a Sale Sharks no Guinness Premiership, McAlister voltou para a Nova Zelândia, onde renovou o contrato com o North Harbour e o Blues, na intenção de recuperar o seu lugar na equipa. Ele apareceu para os All Blacks, como um substituto para Stephen Donald contra a França, em Wellington, em 20 de junho de 2009.
A partir de agosto de 2011, McAlister joga para o Stade Toulousain na França, no campeonato Top 14.
Em sua primeira temporada com o Toulouse, ele ganhou o Bouclier de Breno e desempenhou um papel crucial para a marcação de pontos de sua equipe durante as duas meias-finais e final.

## Galeria

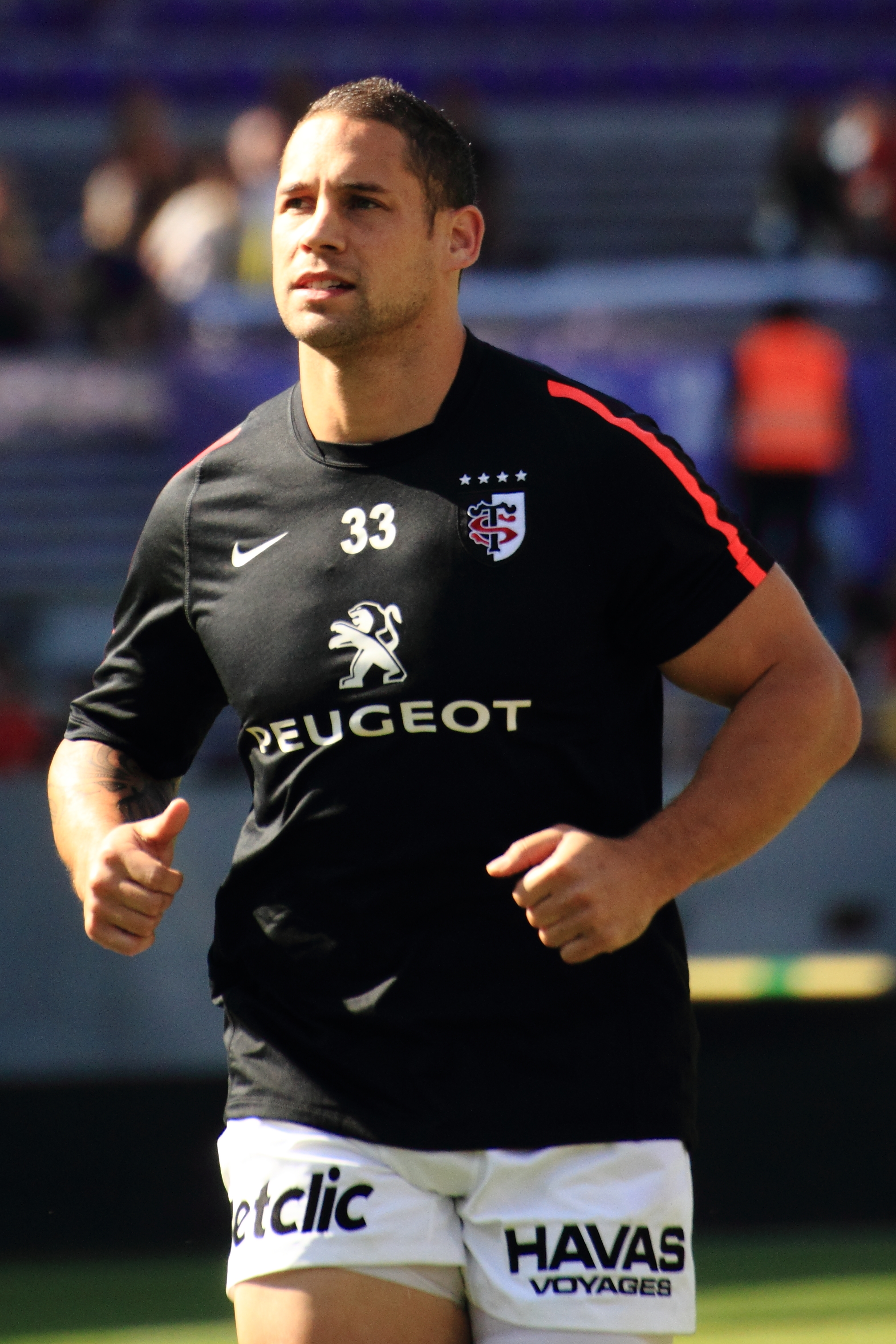
McAlister em 2011
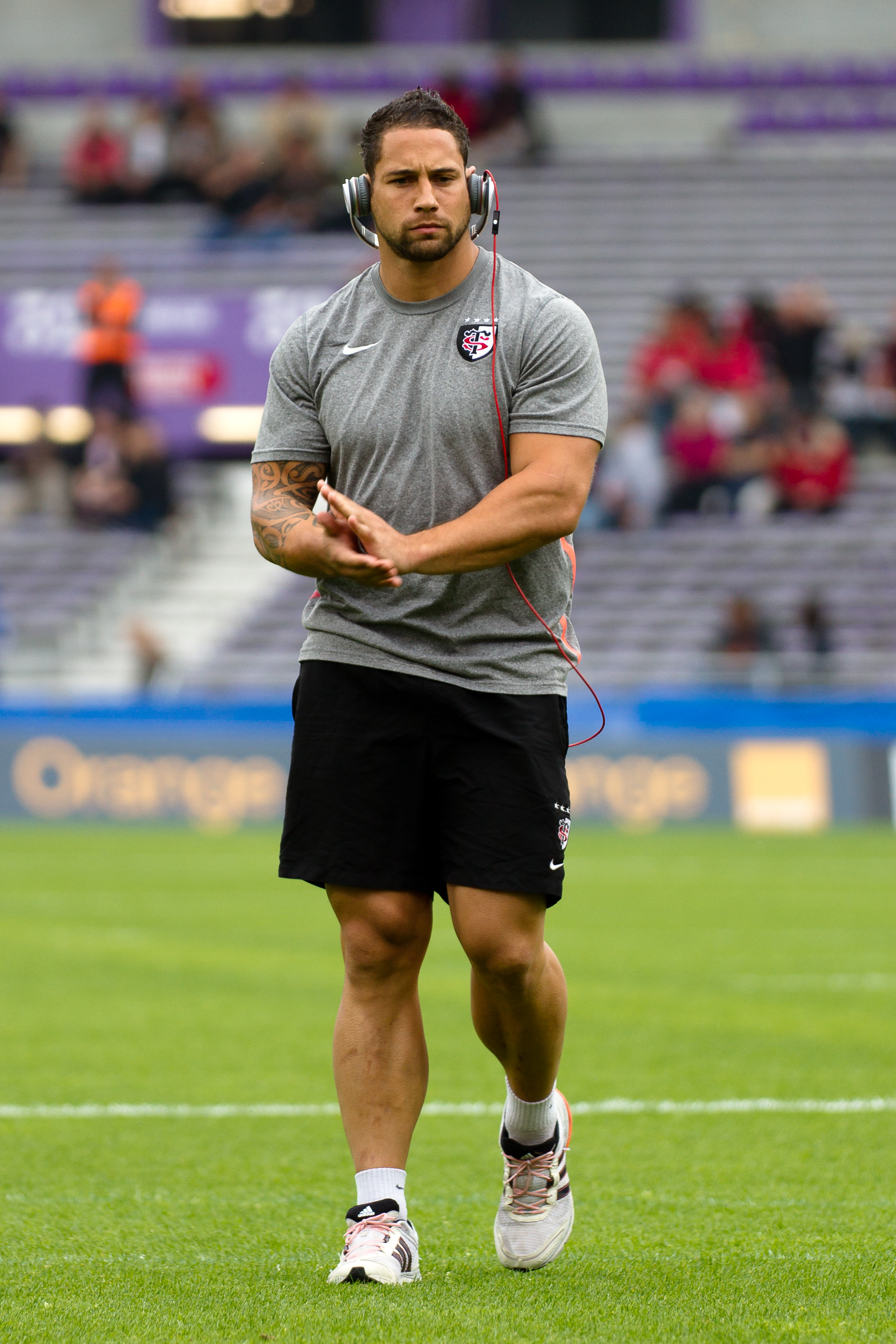
McAlister em aquecimento, em 2012
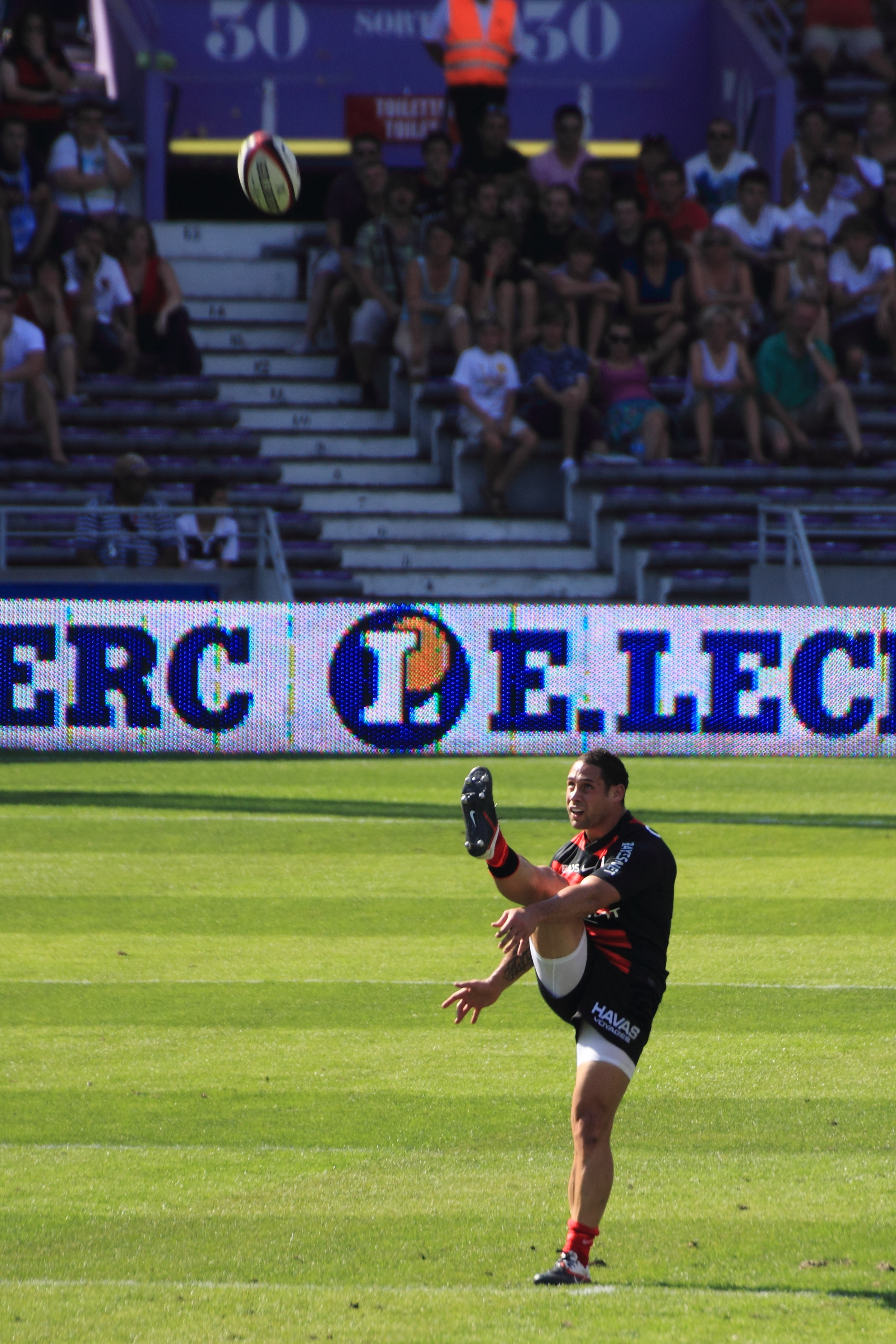
Momento de chute
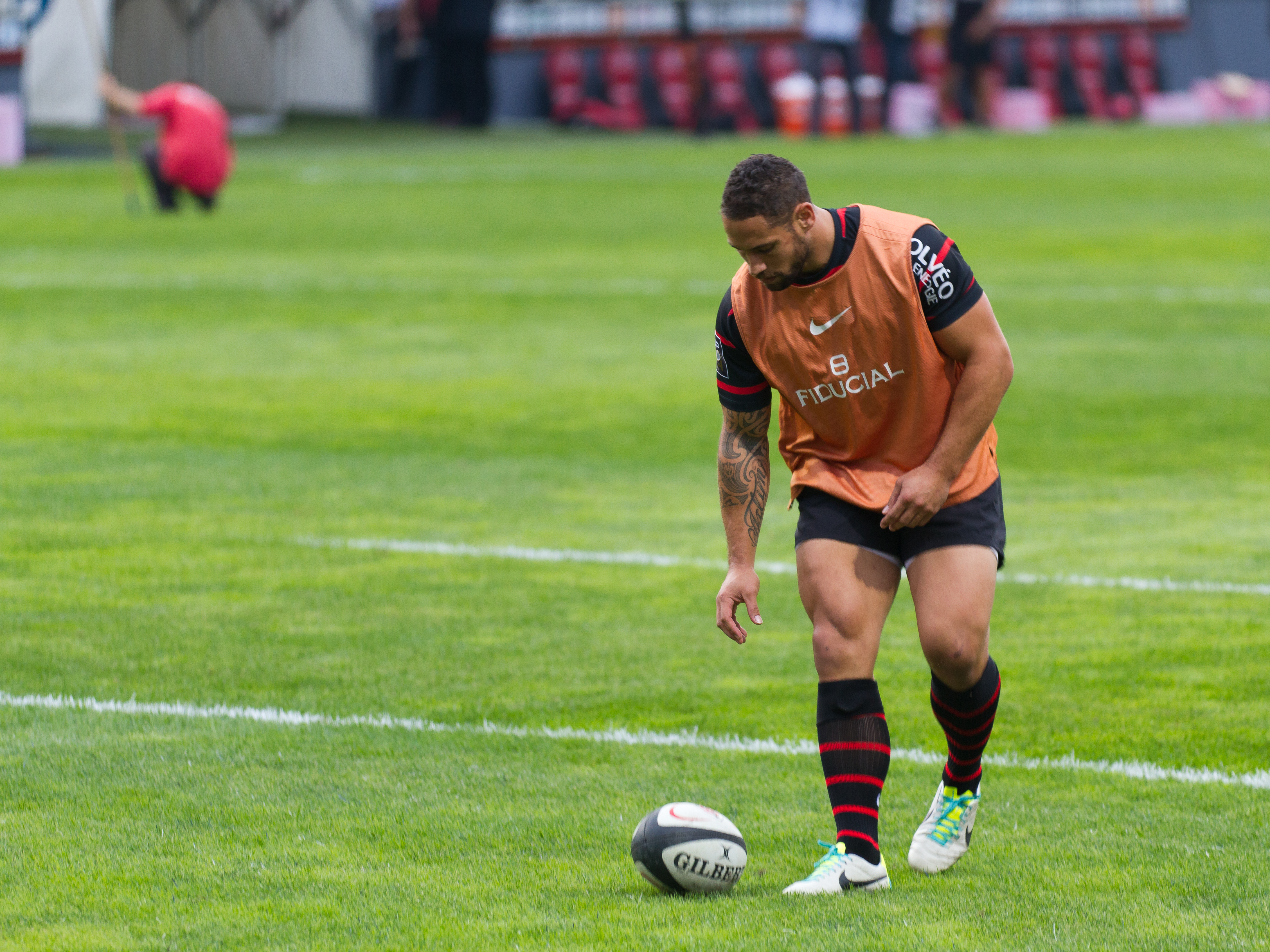
Jogo Toulouse vc Biarritz, em 2013
Momento antes de jogo
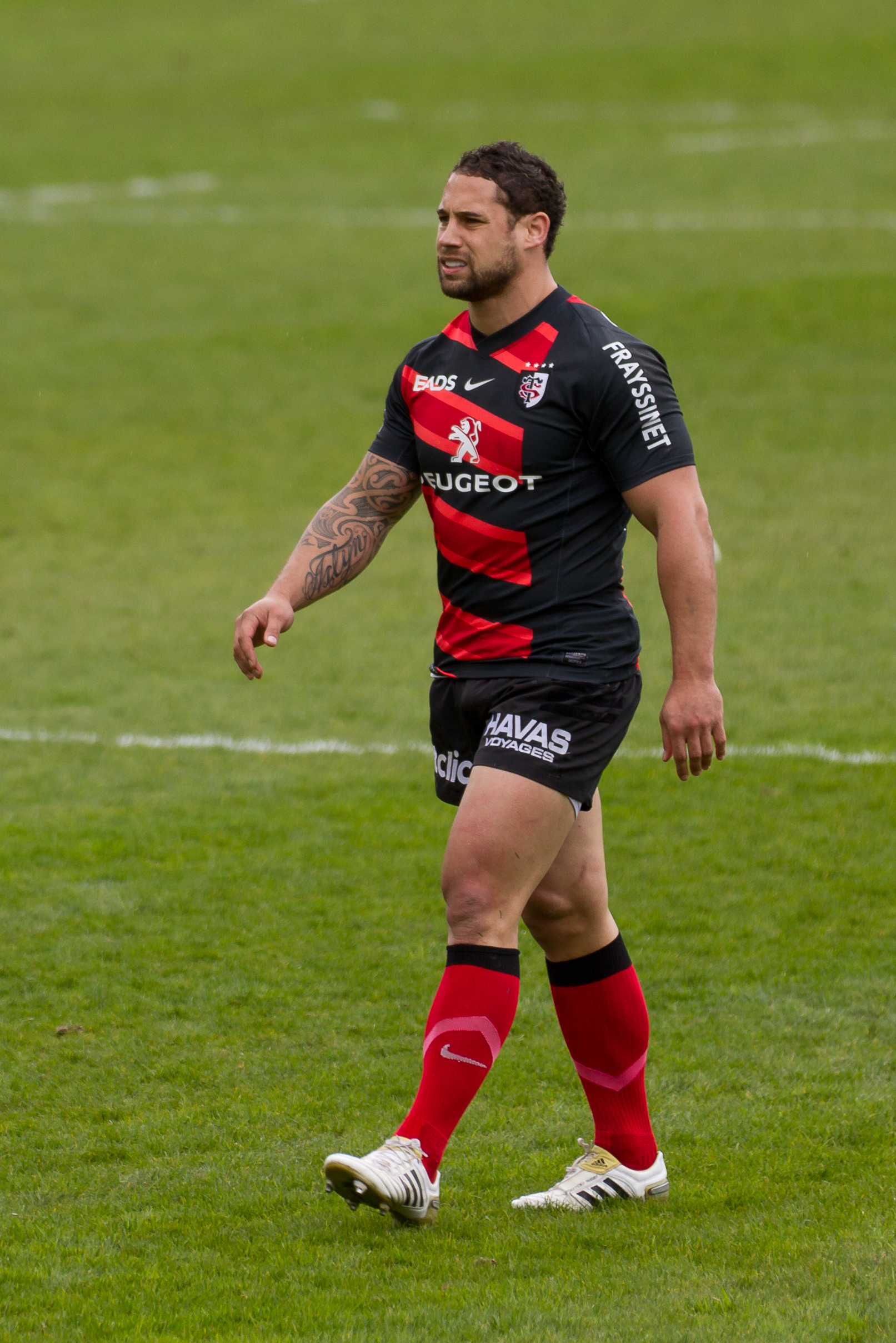
Toulouse vc Brive, em 2012
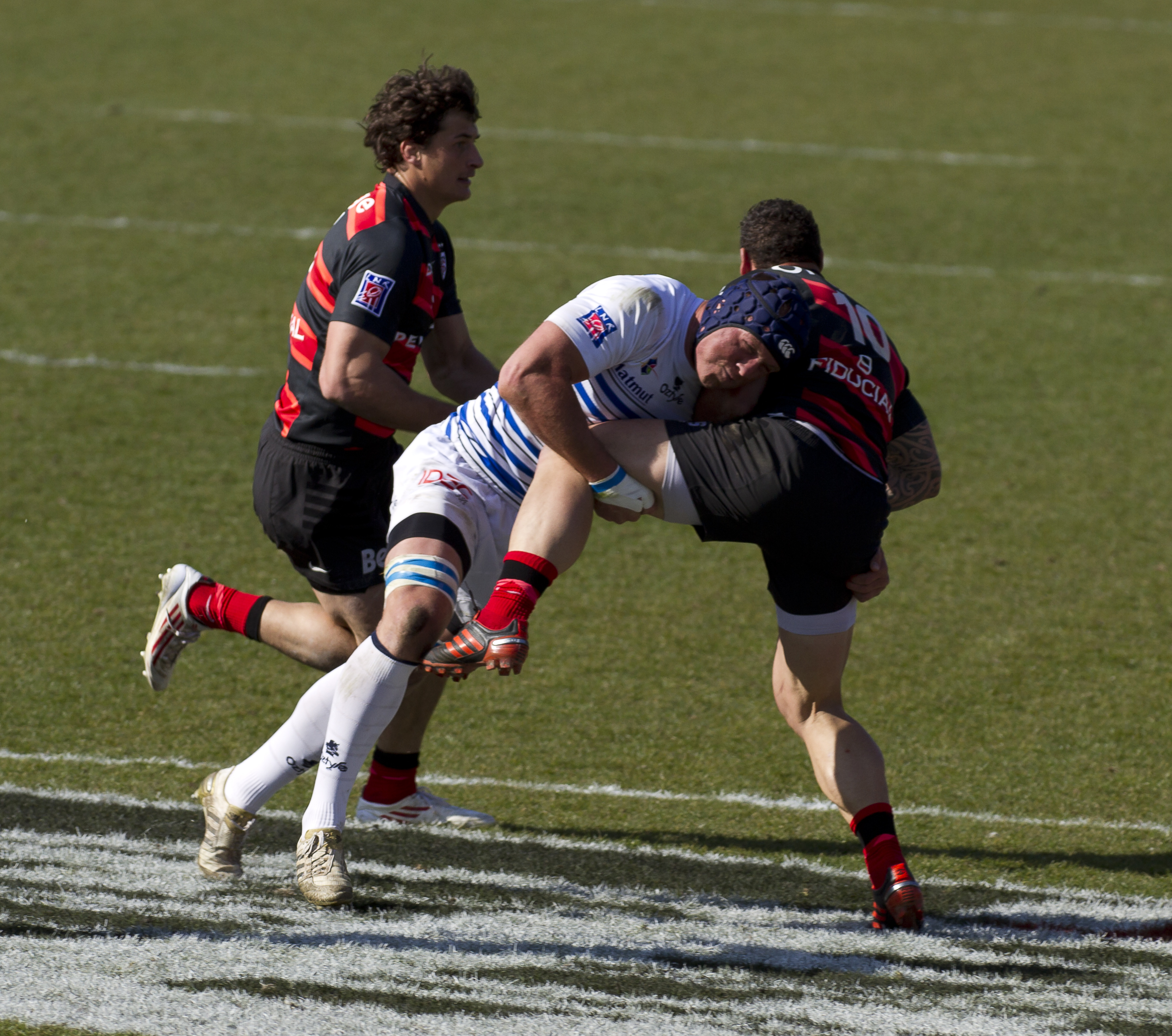
McAlister em jogo do Toulouse vs Caster, em 2012